# Sophia von Sachsen († 1244)

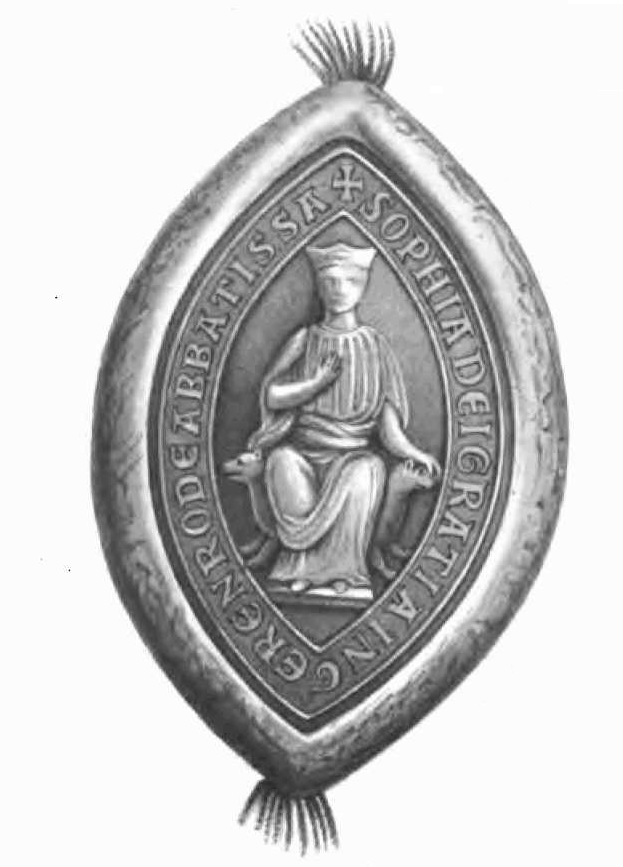
Siegel der Äbtissin Sophia von Sachsen

Sophia († 16. Juli 1244 in Gernrode) war von 1220 bis 1244 die Äbtissin des freien weltlichen Stiftes von Gernrode und Frose. Sie war die Nachfolgerin von Adelheid II. von Büren.

## Leben
Sophia aus dem Geschlecht der Askanier war eine Tochter von Herzog Bernhard von Sachsen mit Jutta von Polen, Tochter des Herzogs Mieszko III. von Gnesen. Ihr Bruder Fürst Heinrich I. von Anhalt war der Schutzvogt der Abtei. Sie wurde in Gernrode erzogen.
Der Zeitpunkt des Amtsantrittes von Sophia liegt wahrscheinlich Ende des Jahres 1220, denn ihre Vorgängerin Adelheid II. ist am 3. November 1220 verstorben. Des Weiteren wird Sophia im Jahr 1221 als Äbtissin urkundlich erwähnt.
Sie erwarb vom Kirchenschatz, um diesen vor Veruntreuung oder Diebstahl zu schützen, umfangreiche Güter in Rieder. Diesen Kauf ließ sie sich durch ihren Bruder Heinrich I. auf einem Landgericht in Aschersleben im Jahr 1223 bestätigen. Die Bestätigung der Privilegien des Stiftes durch Papst Gregor IX. erhielt sie am 12. Juni 1227, darin werden auch die in Rieder neu erworbenen Güter aufgeführt.
Sie ist wahrscheinlich am 16. Juli 1244 gestorben, denn an diesem Tag wurde ihre Memorie begangen.